# Preclassicisme

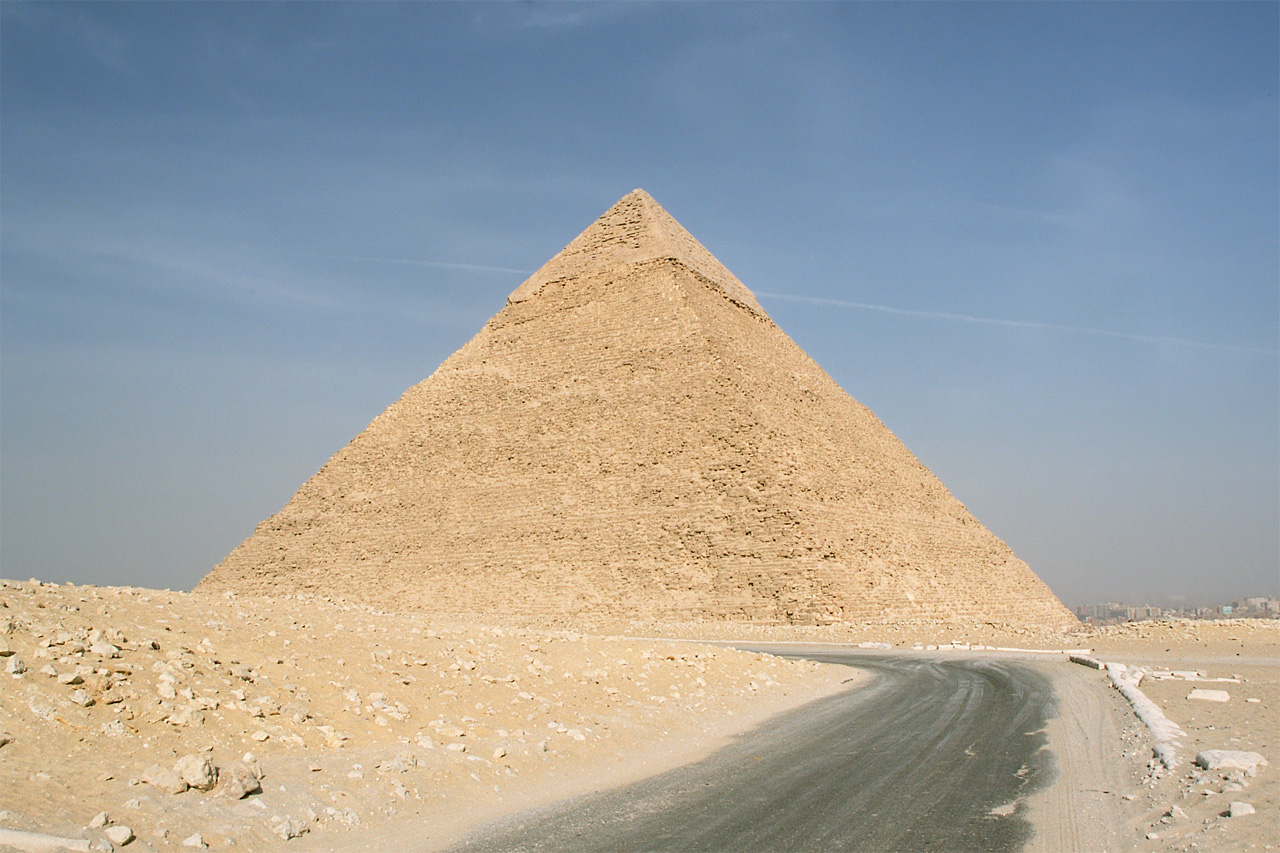
Piramide van Chefren.

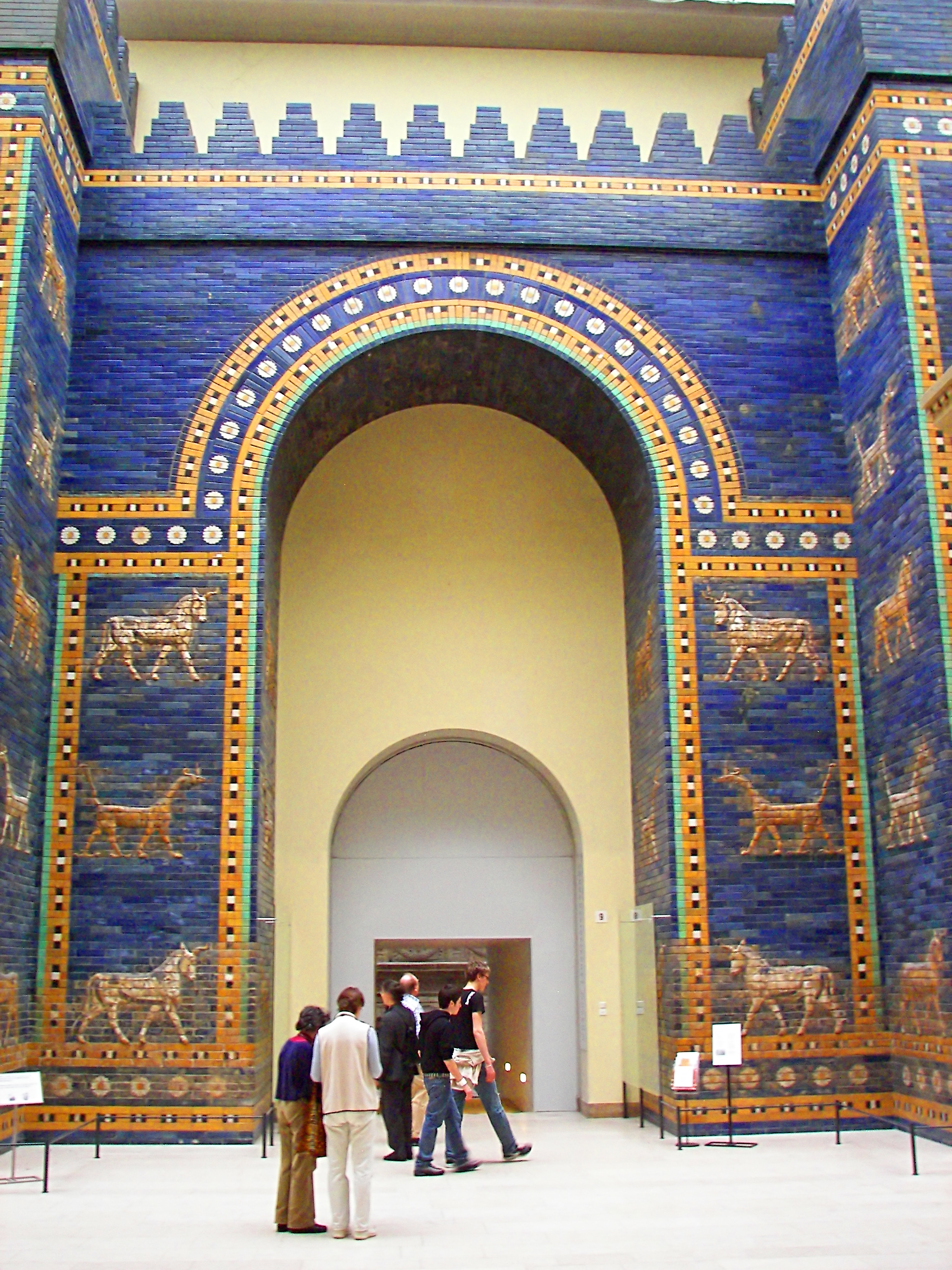
De Poort van Ishtar in het Pergamon Museum in Berlijn.

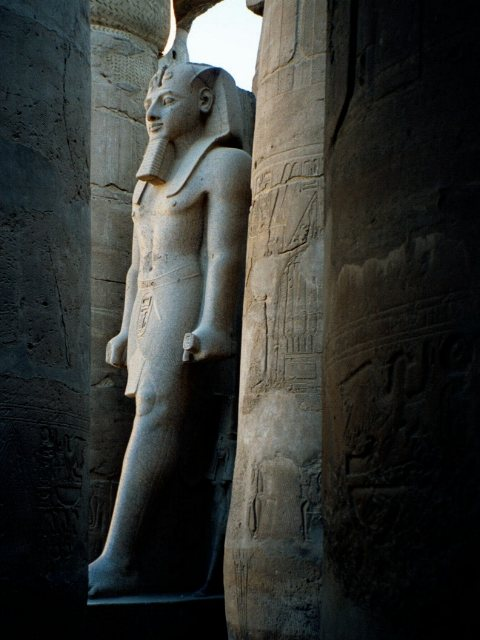
Een standbeeld in de Luxortempel.

Het preclassicisme is een oude stijlperiode in de kunst en architectuur. De oude monumenten in het Midden-Oosten die in de laatste drie millennia voor Christus werden gebouwd vallen onder het preclassicisme.
Vroege beschavingen verschenen geïsoleerd van elkaar en ontwikkelden verschillende karakteristieken. In het oude Midden-Oosten lagen beschavingen echter dicht op elkaar, waardoor ze al vroeg invloeden van elkaar overnamen. Langs de rivier de Nijl ontwikkelde zich een hoogstaande stabiele beschaving, waardoor dit volk de kans kreeg om een geheel eigen architectonische stijl te ontwikkelen. De monumenten van de oude Egyptenaren, waarvan sommige al in het begin van het derde millennium voor Christus werden gebouwd, zijn tegenwoordig nog steeds te bezichtigen.
De meest in het oog springende overblijfselen zijn de graven en tempels, met als bekendste monumenten de piramiden van Gizeh die rond 2500 v.Chr. werden voltooid. Na 2000 v.Chr. werden er verschillende tempels gebouwd, waaronder die van Amon in Karnak. Gedurende de eeuwenlange bouw zijn aan de natuur ontleende symbolische versieringen gebruikt, een voorbode van het classicisme. 
Uit dezelfde tijd stammen ook sporen van beschaving in Mesopotamië. De talrijke kleine staten langs de belangrijkste rivieren de Eufraat en de Tigris bereikten echter nooit de eenheid en continuïteit van het oude Egypte. De monumentale architectuur in Mesopotamië werd gedomineerd door grote volumes en dikke muren die steeds verfijndere versieringen kregen. Vanaf de vierde eeuw voor Christus zijn de invloeden van de opkomende Helleense beschaving van Griekenland zichtbaar.

## Belangrijkste gebouwen en locaties

### Egypte
- Grote piramiden van Gizeh, buiten Caïro (2631 - 2498 v.C.)
  - Piramide van Cheops
  - Piramide van Chefren
  - Piramide van Mycerinus
- Sfinx van Gizeh (2600 v.C.)
- Piramide van Djoser, Saqqara (2778 - 2723 v.C.)
- Piramiden van Snofroe, Dasjoer (2600 v.C.)
  - Rode piramide van Snofroe
  - Knikpiramide van Snofroe
  - Trappenpiramide van Snofroe
- Tempelcomplex van Karnak (1530 - 323 v.C.)
- Luxortempel (1408 - 1300 v.C.)

### Mesopotamië
- Poort van Ishtar (605 - 563 v.C.)
- Ziggoerat en belastingskantoor van Ur (2125 v.C.)
- Assur
- Nimrud
- Khorsabad